# S114 (Amsterdam)
De S114 (stadsroute 114) is een verkeersweg in de Nederlandse gemeente Amsterdam. De S114 is de belangrijkste ontsluitingsroute van IJburg en verbindt de wijk met het centrum van Amsterdam (A10) en Diemen (A1/A9). De weg begint bij de aansluiting Diemen aan de A1, om vervolgens parallel langs de A1 te lopen. Hier is er ook een aansluiting op de A9 bij knooppunt Diemen. De S114 gaat dan via de Uyllanderbrug over het Amsterdam-Rijnkanaal. Vervolgens is er een afslag richting Muiden. De route gaat daarna via de Benno Premselabrug over het IJmeer richting Centrumeiland van IJburg. De route loopt vervolgens verder over IJburg (via Haveneiland en Steigereiland). Op IJburg loopt tramlijn 26 deels tussen de weghelften en deels parallel aan de S114 richting het centrum van Amsterdam. De S114 verlaat IJburg via de Enneüs Heermabrug, waarna er een aansluiting is op de ringweg A10. Hier loopt de S114 over het Zeeburgereiland richting de Piet Heintunnel. Aan het einde van de Piet Heintunnel sluit de S114 aan op de Centrumring S100, de Piet Heinkade.
Ringweg A10 (Ringweg-West, -Noord / -Oost / -Zuid)

Overige autosnelwegen:
voorheen Muiderstraatweg (A1) · 
Utrechtseweg (A2) · 
Haagseweg (A4) · 
Westrandweg (A5) · 
Coentunnelweg (A8) ·
Gaasperdammerweg (A9)

Stadsroutes:
S100 ·
S101 ·
S102 ·
S103 ·
S104 ·
S105 ·
S106 ·
S107 ·
S108 ·
S109 ·
S110 ·
S111 ·
S112 ·
S113 ·
S114 ·
S115 ·
S116 ·
S117 ·
S118

Overige wegen:
Gooiseweg ·
Haarlemmerweg ·
Nieuwe Leeuwarderweg ·
Nieuwe Utrechtseweg

Knooppunten:
Amstel ·
Coenplein ·
De Nieuwe Meer ·
Holendrecht ·
Watergraafsmeer